# Podpredsednik Azerbajdžana
Podpredsednik Azerbajdžana (izvorno: I vítse-prezídent) je druga najvišja ustavna funkcija v Azerbajdžanu, takoj za predsednikom. Prva in aktualna podpredsednica je Mehriban Alijeva, žena aktualnega predsednika države Alijeva.

## Zgodovina
Urad je bil ustanovljen s spremembo ustave, ki so jo volivci na referendumu potrdili 26. septembra 2016. Ustavna sprememba tako daje predsedniku možnost, da imenuje ali razreši prvega podpredsednika in podpredsednike Azerbajdžanske republike.

### Seznam podpredsednikov
| #                                                   | Portret | Ime (Rojstvo – smrt)                 | Mandat                   | Stranka                     |
| --------------------------------------------------- | ------- | ------------------------------------ | ------------------------ | --------------------------- |
| Položaj ustanovljen 26. septembra 2016              |         |                                      |                          |                             |
| Izpraznjeno (26. september 2016 - 21. februar 2017) |         |                                      |                          |                             |
| 1.                                                  |         | Mehriban Alijeva (Rojena leta 1964 ) | 21. februar 2017 - danes | Nova azerbajdžanska stranka |

## Pristojnosti
Podpredsednik postane vršilec dolžnosti predsednika, če le ta odstopi ali postane nesposoben opravljanja položaja. Pred vzpostavitvijo podpredsedniške funkcije so se te naloge prenesle na predsednika vlade, ki je zdaj drugi v vrsti za nasledstvo oz. takoj za podpredsednikom.
Če pride do predčasnega odstopa predsednika s položaja, morajo biti izredne predsedniške volitve v 60 dneh. V tem primeru pooblastila predsednika Azerbajdžanske republike izvaja prvi podpredsednik Azerbajdžanske republike do izvolitve novega predsednika republike. Če prvi podpredsednik, ki deluje kot predsednik Azerbajdžanske republike, odstopi ali je zaradi zdravstvenih težav nesposoben opravljanja funkcije, status prvega podpredsednika v določenem zaporedju preide na podpredsednika Azerbajdžana.
Podpredsednik Azerbajdžana lahko podpiše mednarodne, meddržavne in medvladne sporazume, če mu predsednik podeli to pristojnost.

## Pogoji
Na podpredsedniško mesto je lahko imenovana oseba, ki ima državljanstvo Azerbajdžana, mora imeti volilno pravico, univerzitetno izobrazbo in nima odgovornosti do drugih držav.
Predsednik Ilham Alijev je 21. februarja 2017 za prvo podpredsednico imenoval svojo ženo Mehriban Alijevo. 

## Imuniteta
Podpredsednik Azerbajdžana uživa pravico do osebne imunitete v celotnem času mandata. Podpredsednika Azerbajdžanske republike ni dovoljeno aretirati, preiskovati in osebno zasliševati, razen v primerih, ko je bil neposredno ujet. Imuniteto podpredsedniku Azerbajdžanske republike lahko odvzame samo predsednik Azerbajdžanske republike ob predstavitvi azerbajdžanskega generalnega tožilca.

## Sekretariat prvega podpredsednika
Sekretariat prvega podpredsednika Azerbajdžana je sestavljen iz naslednjih članov:
- Altaj Hasanov - vodja sekretariata prvega podpredsednika Azerbajdžanske republike
- Mehdi Dadašov - namestnik vodje sekretariata prvega podpredsednika
- Fariz Rzajev - namestnik vodje sekretariata prvega podpredsednika
- Anar Alakbarov - pomočnik prvega podpredsednika
- Jusuf Mammadalijev - pomočnik prvega podpredsednika
- Elčin Amirbajov - pomočnik prvega podpredsednika
- Gunduz Karimov - pomočnik prvega podpredsednika
- Emin Husejnov - pomočnik prvega podpredsednika
- Khalid Ahadov - pomočnik prvega podpredsednika [4]